# Vicente Puigmoltó y Rodríguez-Trelles
Vicente Puigmoltó Rodríguez-Trelles Mayans y Puigmoltó (1889 - 1 de agosto de 1931) fue un abogado y político valenciano, diputado por las Cortes Valencianas durante la Restauración Borbónica. 

## Biografía
Hijo de  Enric Puigmoltó y Mayans, cuarto conde de Torrefiel y segundo vizconde de Miranda. Se licenció en derecho por la Universidad de Valencia. Vinculado al Partido Conservador, se posiciona en el ala derecha dirigida por Juan de la Cierva y Peñafiel, con el que es elegido diputado por el distrito de Albaida en las elecciones generales de 1918, de 1919, de 1920 y 1923. Casó con María Rodríguez de Valcárcel y de León, Castillo y Liñá (nacida en 1887), hija de los condes de Pestagua y fue padre de seis hijos (entre ellos, Amparo Puigmoltó Rodríguez de Valcárcel, nacida en 1921, Enrique y Rafael). Caballero de la Orden de Isabel la Católica por Real decreto de 25 de febrero de 1921. Falleció el 1 de agosto de 1931 en un accidente automovilístico.